# Кашуэйра-Гранди

Кашуэйра-Гранди на карте штата.

Кашуэйра-Гранди (порт. Cachoeira Grande) — муниципалитет в Бразилии, входит в штат Мараньян. Составная часть мезорегиона Север штата Мараньян. Входит в экономико-статистический микрорегион Розариу. Население составляет 8446 человек на 2010 год. Занимает площадь 705,645 км². Плотность населения — 11,97 чел./км².

## Демография
Согласно сведениям, собранным в ходе переписи 2010 г. Национальным институтом географии и статистики (IBGE), население муниципалитета составляет:
| Полное население                               | Полное население                               | Полное население                               | Полное население                               | 8446  |
| ---------------------------------------------- | ---------------------------------------------- | ---------------------------------------------- | ---------------------------------------------- | ----- |
| в том числе:                                   | Городское население                            | 3792                                           | Процент городского населения, %                | 44,90 |
|                                                | Сельское население                             | 4654                                           | Процент сельского населения, %                 | 55,10 |
|                                                | Мужское население                              | 4403                                           | Процент мужского населения, %                  | 52,13 |
|                                                | Женское население                              | 4043                                           | Процент женского населения, %                  | 47,87 |
| Плотность населения, чел/км²                   | Плотность населения, чел/км²                   | Плотность населения, чел/км²                   | Плотность населения, чел/км²                   | 11,97 |
| Население муниципалитета в % к населению штата | Население муниципалитета в % к населению штата | Население муниципалитета в % к населению штата | Население муниципалитета в % к населению штата | 0,13  |

По данным оценки 2016 года, население муниципалитета составляет 8822 жителя.

## Статистика
- Валовой внутренний продукт на 2003 год составляет 8 095 377,00 реалов (данные: Бразильский институт географии и статистики).
- Валовой внутренний продукт на душу населения на 2003 год составляет 1012,68 реалов (данные: Бразильский институт географии и статистики).
- Индекс развития человеческого потенциала на 2000 год составляет 0,520 (данные: Программа развития ООН).